# Aurora de Albornoz
Aurora de Albornoz Peña (Lluarca, 22 de gener de 1926 - Madrid, 6 de juny de 1990) va ser una escriptora, poeta, crítica literària, professora i assagista espanyola. La seva figura combina el vessant literari creatiu i l'acadèmic, com a especialista en literatura espanyola del segle XX i de l'exili.
De jove va viure a la seva localitat natal amb els seus pares, germans i altres familiars, i allí va passar la guerra civil espanyola de 1936 a 1939, esdeveniment que va influir en la seva poesia posterior.

## Biografia
Era d'una família de notables poetes i polítics. El seu avi i el seu pare eren coneguts poetes locals. El seu pare va ser Manuel de Albornoz Carreras i la seva mare María Peña Fernández. L'oncle del seu pare, Álvaro de Albornoz, va ser ministre de Justícia del govern de la Segona República Espanyola fins a la Guerra Civil. Amb el temps, es va convertir en el president del govern republicà en l'exili a París i a Mèxic D. F.; mentre continuava a Espanya la dictadura de Franco. El 1959, el seu oncle Severo Ochoa de Albornoz (que havia fugit d'Espanya amb un passaport republicà), mentre vivia i treballava als Estats Units, va ser guardonat amb el Premi Nobel de Fisiologia o Medicina amb Arthur Kornberg, per haver desxifrat l'ARN.
Des de la dècada de 1890, la seva família havia estat involucrada en negocis a Puerto Rico. El 1944, amb divuit anys d'edat, Aurora de Albornoz es va exiliar amb la seva família a San Juan. Allí va començar la seva educació universitària, i va obtenir una llicenciatura en Arts per la Universitat de Puerto Rico. En aquells dies va conèixer la professora Concha Meléndez, que fou molt rellevant en la seva formació intel·lectual, i també va començar a estudiar sota la tutela de Juan Ramón Jiménez.
A l'agost de 1950 es va casar a Puerto Rico amb l'andalús Jorge Enjuto Bernal. Com ella, Enjuto Bernal era d'una família republicana exiliada. Després de viure a Puerto Rico, durant un curt període a Kansas, i posteriorment, el 1957, a París, el matrimoni es va dissoldre el 1967.

## Carrera
També en aquest temps va començar a ensenyar. El 1955 li van concedir una beca per a estudiar literatura comparada a la Sorbona. Així va tornar a Europa per continuar els estudis a París, amb el poeta i crític espanyol José Bergamín, que vivia a l'exili. Després va tornar a Espanya, per a completar el doctorat a la Universitat de Salamanca. Tot el treball acadèmic d'Albornoz va estudiar gairebé exclusivament el tema dels escriptors exiliats d'Espanya.
Entre altres publicacions, el 1961, Albornoz va publicar a Puerto Rico Poesías de Guerra de Antonio Machado, una compilació que va ser prohibida, i no es va permetre que es publiqués a l'Espanya de Franco.
Un cop obtingut el títol el 1966, va tornar a Puerto Rico per a convertir-se en professora de la Universitat de Puerto Rico. El 1968, Albornoz va retornar a Madrid, on va ensenyar en el Departament d'Humanitats de la Universitat Autònoma, i a la Universitat de Nova York a Espanya. A més de ser professora i poetessa, Albornoz era ja una erudita cèlebre; s'havia convertit en una autoritat crítica fonamental dels treballs de Miguel d'Unamuno, Pablo Neruda, César Vallejo, Rosalía de Castro, Federico García Lorca i particularment Antonio Machado, Juan Ramón Jiménez i José Hierro. Com ja s'ha dit, per la seva situació d'exiliada, el seu interès, naturalment, es va estendre a l'obra dels poetes espanyols exiliats, com José Bergamín a París, Rafael Alberti a Buenos Aires, i León Felipe i Juan Rejano a Mèxic D. F.
Al llarg d'Espanya i a Amèrica (els Estats Units, Puerto Rico, Mèxic), Albornoz va ensenyar en molts cursos, participant en molts congressos, col·loquis i reunions d'escriptors, col·laborant en les activitats culturals que s'ocupaven de beques, com de les seves activitats en periòdics, revistes, programes de ràdio, jurats de premis, i de grups literaris.
Albornoz es va sentir convocada a introduir, presidir, o llegir a espanyols emergents com Claudio Rodríguez, José Manuel Caballero Bonald, José Ramón Ripoll, Fanny Rubio, Álvaro Salvador, l'erudit cubà José Olivio Jiménez, Juan Macías, Dionisio Cañas i Luis García Montero.
El 6 de juny de 1990, Aurora de Albornoz, als 64 anys, va morir en el seu departament de Madrid. Va ser afectada per una hemorràgia cerebral. Com fou la seva voluntat, les seves restes descansen en el cementiri Santa María Magdalena de Pazzis en el vell San Juan (Puerto Rico).
A més d'una gran quantitat de treballs crítics de llibres, antologies i de periòdics, Albornoz va publicar onze llibres de poesia. Va ser una poeta innovadora que va incorporar poemes en prosa, collage, i altres tècniques modernistes en el seu treball. El seu estil va tenir connexions amb el moviment general de l'escriptura espanyola cap al realisme fantàstic. El seu treball és de particular interès ja que s'estén a través de la guerra civil, la generació del 50, i les següents generacions que van donar veu a l'experiència dels exiliats.

## Obra

### Algunes publicacions
- Brazo de niebla, Santander, Hermanos Bedia, 1957. San Juan de Puerto Rico,  1955

- Prosas de París, San Juan de Puerto Rico, 1959

- Poemas para alcanzar un segundo, Madrid, 1961

- Por la primavera blanca. Fabulaciones, Madrid, 1962

- Poemas (Verso y prosa), Cuadernos hispanoamericanos, 189, septiembre 1965, pp. 283-290

- En busca de esos niños en hilera, Santander, 1967

- Palabras desatadas, Málaga, 1975

- Palabras reunidas (1967-1977), Madrid, 1983

- Aventura, Turia, 12, pp. 39-41. 1989

- Canciones de Guiomar, Madrid, 1990

- Al sur del sur. Poemas, Cádiz, 1991

- Cronilíricas. Collage, Madrid, 1991

- Pequeños poemas en prosa (inéd.)

Treballs de crítica
1) Estudis
- La prehistoria de Antonio Machado, Puerto Rico, 1961

- Poesías de guerra de Antonio Machado, San Juan, 1961

- La presencia de Miguel de Unamuno en Antonio Machado, Madrid, 1967

- «Poesía de la España peregrina. Crónica incompleta», a El exilio español de 1939,  Madrid, 1977

- Hacia la realidad creada, Barcelona, Península, 1979.

- «Presencias de Antonio Machado en la España peregrina», Actas del Congreso Internacional «Antonio Machado hacia Europa», Madrid, 1993

- El Juan Ramón Jiménez de Aurora de Albornoz. N.º 14 de Devenir, 2008

2) Coedicions
- elena Andrés. Chile en el corazón: homenaje a Pablo Neruda, Barcelona, 1975

- julio Rodríguez-Luis. Sensemayá: la poesía negra en el mundo hispanohablante (antología), Madrid, 1980

- guillermo de Torre. Antonio Machado. Poesía y prosa, Buenos Aires, 1964

## Reconeixements
Al desembre de 2005: la Universitat d'Oviedo va organitzar, amb l'Ajuntament de Valdés i Cajastur, l'única reunió científica dedicada fins avui a l'estudi de l'obra de l'escriptora luarquesa; aquelles jornades van donar com a resultat la primera monografia acadèmica consagrada íntegrament a ella, editada el 2007.
Membre permanent en el Consell de jutges per al Premi Internacional Antonio Machado, atorgat cada any a Colliure.
Diversos carrers a Madrid i a Gijón porten el seu nom.